# Peter Wixtröm
Peter Mikael Wixtröm, född 27 juli 1982 i Karlskoga församling, Örebro län, är en svensk bildjournalist på Aftonbladet. Wixtröm har vunnit flera priser i Årets bild. År 2011 prisades han för bilden på självmordsbombaren Taimour Abdulawahab som sprängde sig själv på Drottninggatan i Stockholm.
Hans bror Jimmy Wixtröm är även han bildjournalist på Aftonbladet. Tredje brodern Tobias Wickström är chefredaktör för häntgruppen på Allers förlag.